# Melchior Wańkowicz

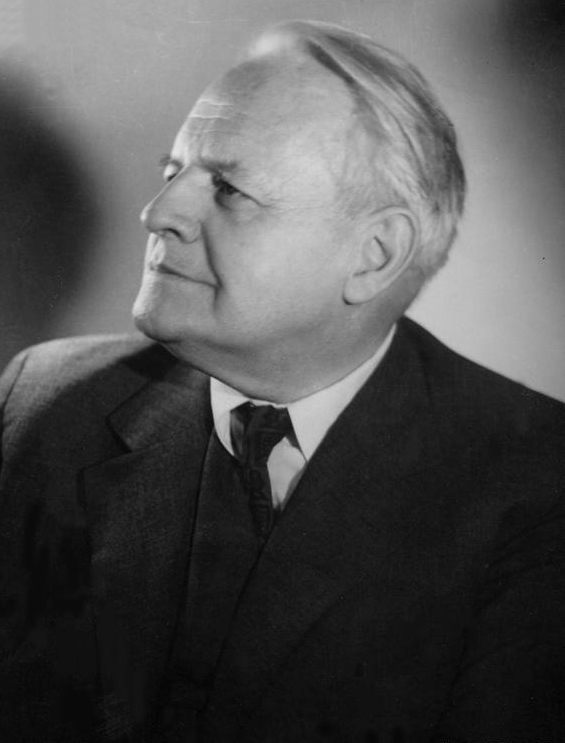
Melchior Wańkowicz

Melchior Wańkowicz (* 10. Januar 1892 in Kałużyce, Minskaja Woblasz, Russisches Kaiserreich; † 10. September 1974 in Warschau) war ein polnischer Schriftsteller und Journalist, in der Zweiten Polnischen Republik, in der Reihen des 2. polnischen Korps, im Nachkriegsexil in Italien, Großbritannien und Vereinigten Staaten sowie in der Volksrepublik Polen tätig.

## Leben
Melchior Wańkowicz entstammte einer polnischen adligen Familie, die seit Generationen in den heute belarussischen Gebieten ansässig war. Er war der jüngste Sohn des Teilnehmers des polnischen Januaraufstandes 1863/1864, ebenfalls Melchior Wańkowicz, der danach nach Sibirien deportiert wurde. Sein Vater verstarb, als er zwei Monate alt war, seine Mutter starb drei Jahre später.
1903 kam er nach Warschau zum Unterricht im Chrzanowski-Gymnasium. Schon 1907 wurde er Mitglied einer geheimen polnischen Widerstandsbewegung. Nach dem Abitur 1911 begann er sein Studium an der Jurafakultät der Jagiellonen-Universität in Krakau, das er 1914 abbrach. Während der Studienjahre war er auch politisch engagiert.
Am 8. Februar 1916 heiratete er in Kiew Zofia geb. Małagowska, Studentin der Geschichtswissenschaften an der Jagiellonen-Universität.
Im Zeitraum 1917 bis 1918 kämpfte er in Russland gegen die Bolschewiki in den Reihen des 1. polnischen Korps von General Józef Dowbor-Muśnicki. 1920 nahm er am Polnisch-Sowjetischen Krieg teil. Er nahm das 1914 abgebrochene Jurastudium an der Universität Warschau auf und beendete es 1923, anschließend wurde er zum Leiter der Presseabteilung des Innenministeriums ernannt.
1926 verließ er den Staatsdienst und wurde Inhaber der bereits 1924 gegründeten „Rój“-Verlagsanstalt, die in den folgenden Jahren die wichtigsten Werke der zeitgenössischen polnischen Literatur sowie die Werke von John Galsworthy, Aldous Huxley, André Malraux, Thomas Mann, Marcel Proust, Erich Maria Remarque, Bertrand Russell, Upton Sinclair, Sigrid Undset, Arnold Zweig, Ilja Grigorjewitsch Ehrenburg, Boris Andrejewitsch Pilnjak und Maxim Gorki herausgab.
Neben der Leitung der Verlagsanstalt war Wańkowicz als Journalist tätig. Schon 1926 verbrachte er drei Monate in Mexiko. Seine Berichte erschienen in der polnischen Presse, wurden auch in Buchform herausgegeben. 1933 kam er mit einer Gruppe polnischer Schriftsteller in die Sowjetunion. In den Berichten zeigte er ein optimistisches Bild des Sowjetstaates.
Zu seinen größten Erfolgen gehörte die Erfindung des Werbeslogans „Cukier krzepi“ (Zucker gibt Stärke) das ihm ein beachtliches Honorar brachte. Er wiederholte diesen Erfolg 1971 mit dem Werbeslogan der LOT-Fluglinie „Lotem bliżej“ (Mit dem Flug näher).
Im Juni 1935 reiste er mit einem Kraftwagen und einem Paddelboot durch Ostpreußen. Vorher hat er beim Hans Schwarz van Berk, dem Herausgeber von „Der Angriff“ einen Auftrag für eine Reportage Ein Pole erlebt Ostpreußen über das Leben der polnischen Minderheit eingeholt. Während der Reise begleitete ihn seine 14 Jahre alte Tochter Marta. Wańkowicz traf dort Vertreter der polnischen Minderheit, u. a. den Dichter und Volkskünstler Michael Kajka. Daraus entstand das Buch „Na tropach Smętka“ (Auf Smęteks Spuren), das bis 1939 in neun Auflagen erschienen war und dem Autor einen großen Erfolg brachte. Smętek war ein böswilliger Gnom aus einer kaschubischen Legende und Personifizierung eines Kreuzritters des Deutschordensstaates.
Das Buch erschien in Königsberg 1937 in deutscher Sprache unter dem Titel Auf den Spuren des Smentek im Verlag des Bundes Deutscher Osten in kleiner, nur den vertrauten Prominenten zugänglicher Auflage. Auf das Erscheinen des Buches hat das deutsche Außenministerium mit Protesten reagiert, der Verfasser wurde zum Feinde des Dritten Reiches erklärt.
1937 wurde Wańkowicz mit dem Komturkreuz des Polonia-Restituta-Ordens ausgezeichnet.
1938 besuchte er drei Monate lang im Auftrag der Tageszeitung Ilustrowany Kuryer Codzienny sowie des Polnischen Rundfunks die Vereinigten Staaten von Amerika.
Nach dem Ausbruch des Zweiten Weltkrieges flüchtete Wańkowicz in der Nacht vom 24. zum 25. September 1939 durch die Fluten des Dnister nach Rumänien. Dort traf er zwei ebenfalls geflüchtete Prominente, den Marschall Edward Rydz-Śmigły und den Außenminister Józef Beck. Aus Interviews mit ihnen entstand später das Buch Drogą do Urzędowa (Unterwegs nach Amtsstadt).

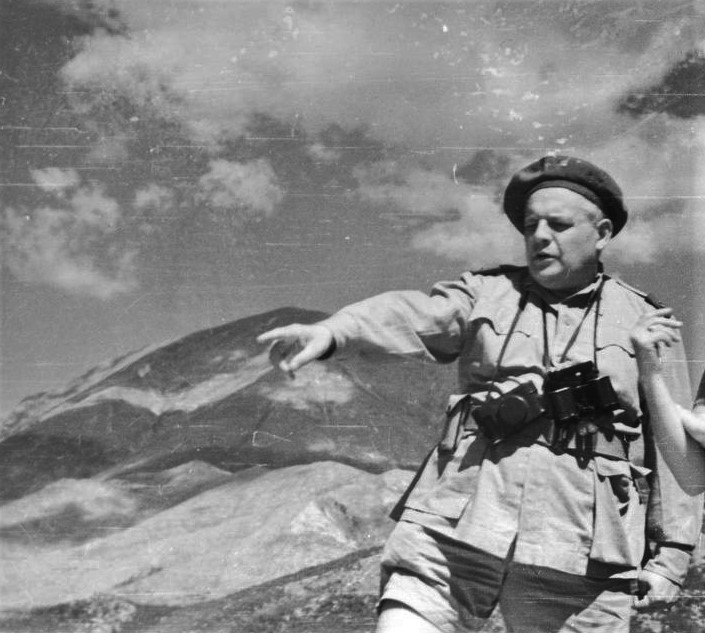
Wańkowicz
als Kriegsberichterstatter
vor Monte Cassino

1941 kam Wańkowicz dank der Hilfe der britischen Behörden nach Britisch-Zypern, wo er bis 1942 blieb. Nach der Einnahme von Kreta durch deutsche Truppen kam Wańkowicz nach Palästina, wo er zwei Jahre lang blieb. Es schloss sich der polnischen Armee im Nahen Osten unter der Leitung von General Władysław Anders an. Durch Iran, Irak, Syrien, Libanon und Ägypten kam er mit der Armee nach Italien und nahm an der Schlacht um Monte Cassino als Kriegsberichterstatter teil.
In den Jahren 1945 und 1946 verfasste er in Rom eine Reportage in drei Bänden über diese Schlacht. Das Werk erschien zunächst im Exil im Westen, erst 1958 in Polen in einer von der Zensur stark beschnittenen Fassung. 1947 kam Wańkowicz nach London, wo er sich der Gemeinde polnischer Emigranten anschloss. Dort blieb er als Schriftsteller weiterhin tätig. Unter anderen verfasste er das Buch „Kundlizm“ (etwa „Köterismus“) über die nationalen Charakterfehler der Polen. Das von ihm geprägte Wort wurde seitdem allgemein bekannt. Wańkowicz wurde von den Emigranten auch wegen der Veröffentlichung einiger Artikel in der polnischen regimetreuen Presse (u. a. „Przekrój“) heftig kritisiert.
1949 kam Wańkowicz nach Amerika, wo er von seiner Tochter Marta empfangen wurde und in Long Island ansiedelte. Dort verfasste er „Ziele na kraterze“ (Gewächs am Vulkankrater), eine Erzählung über die eigene Familie, auch über seine im Warschauer Aufstand 1944 gefallene Tochter Krystyna.
Seit dem polnischen Oktober-Tauwetter erwog Wańkowicz seine Heimkehr nach Polen. Am 14. Juni 1956 erhielt er zwar das amerikanische Staatsbürgerrecht, aber schon im Herbst dieses Jahres kam er nach Polen zum paarwöchentlichen Aufenthalt. Am 27. Mai 1958 kam er endgültig nach Warschau und ließ sich in einer Wohnung an der Puławska-Straße nieder.

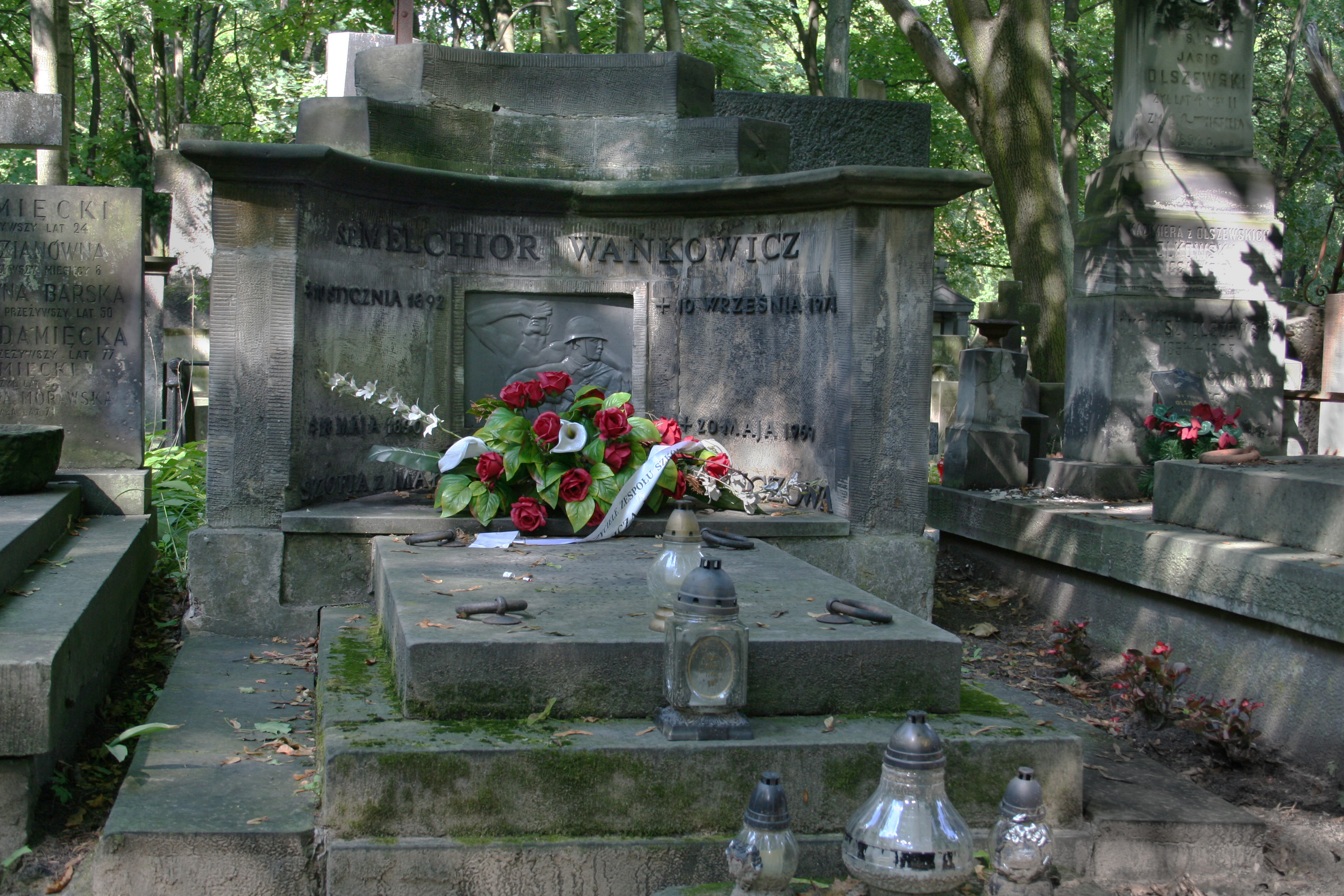
Grab von Melchior Wańkowicz

Der unbändige Schriftsteller wollte sich den Forderungen der staatlichen Zensur nicht beugen. Der starrköpfige Erste Parteisekretär Władysław Gomułka konnte den beliebten Schriftsteller nicht leiden. Wańkowicz kam vor Gericht wegen seiner Kontakte mit dem Radio-Free-Europe-Sender. Am 5. Oktober 1964 wurde er festgenommen und blieb 5 Wochen lang in Haft. Er wurde zu drei Jahren Haft verurteilt, die Haft wurde jedoch wegen einer Amnestie auf 18 Monate verkürzt. Der weltweite Eklat zwang aber die Behörden zur Verzicht auf die Vollstreckung des Urteils und der Schriftsteller blieb auf freiem Fuß, seine älteren Werke erschienen wieder in Neuauflagen. Wańkowicz traf sich sogar mit Gomułka, aber über den Verlauf des Treffens wurde nichts bekannt.
Das letzte Werk von Wańkowicz wurde „Karafka La Fontaine’a“ (La Fontaines Karaffe) – seine Gedanken über die Werkstatt eines Schriftstellers. Der erste Band erschien 1972, der zweite postum 1981.
1969 starb seine Ehefrau Zofia, fünf Jahre später starb Wańkowicz wegen eines Magenkarzinoms und wurde am Powązki-Friedhof bestattet.

## Werke (Auswahl)
- W kościołach Meksyku (In den Kirchen Mexikos 1927)
- Na tropach Smętka (Auf Smęteks Spuren 1936)
- Monte Cassino (1945)
- Kundlizm (Köterismus 1947)
- Ziele na kraterze (Gewächs am Vulkankrater 1950)
- Drogą do Urzędowa (Unterwegs nach Amtsstadt 1955)
- Westerplatte (1959)
- Od Stołpców po Kair (1969)
- Karafka La Fontaine’a, (La Fontaines Karaffe 1972 und 1981)